# Prisluhni školjki
»Prisluhni školjki« je soundtrack skladba skupine Black and White iz filma Poletje v školjki iz leta 1986. Avtor glasbe je Jani Golob, besedilo pa je napisal Milan Jesih. 

## Snemanje
Snemanje je potekalo v ljubljanskem studiu Metro, pod vodstvom Iztoka Černeta. Producent je bil Tomaž Kozlevčar, ki je skupaj s svojo ženo v duetu posnel to skladbo. Ta je bila izdana na soundtracku filmov na kaseti. Skladbo oziroma album je Založba kaset in plošč RTV Ljubljana izdala skupaj v sodelovanju s filmskim studijem Viba film, ki je film tudi sproduciral.

## Zasedba

### Produkcija
- Jani Golob – glasba, aranžma
- Milan Jesih – besedilo
- Tomaž Kozlevčar – producent
- Iztok Černe – tonski snemalec
- Viba film – soizdaja albuma/skladbe z ZKP RTV Ljubljana
- Egon Bavčer – ovitek
- Ivo Umek – urednik
- Jure Robežnik – odgovorni urednik

### Studijska izvedba
- Tomaž Kozlevčar (Black and White) – glasbena izvedba, solo vokal
- Eva Kozlevčar (Black and White) – glasbena izvedba, spremljevalni vokal

## Priredba

### Perpetuum Jazzile
Leta 2009 je vokalna a cappella skupina Perpetuum Jazzile, takrat na vrhu priljubljenosti, naredila svojo priredbo pod takratnim vodstvom zbora in originalnega izvajalca skladbe ter producenta Tomaža Kozlevčarja.
Kozlevčar je naredil tudi aranžma. Ta različica je požela izjemno zanimanje in občudovanje publike. Skladba je v samozaložbi izšla kot prvi single na njihovi album zgoščenki Africa.

### Zasedba
- Tomaž Kozlevčar – producent, aranžer, dirigent
- Sašo Vrabič – beatbox
- Perpetuum Jazzile – skupinska vokalna a cappella izvedba